# Kurzschlussspannung
Die Kurzschlussspannung ist eine Kenngröße von Transformatoren. Sie ist die Spannung, welche an der Primärwicklung eines Transformators angelegt werden muss, um bei kurzgeschlossener Sekundärwicklung durch die Primärwicklung den Bemessungsstrom fließen zu lassen.
Durch diese Charakteristik kann man einen Transformator hinsichtlich seines Innenwiderstandes und seiner Effizienz testen. Eine besondere Rolle spielt die Kurzschlussspannung bei Leistungstransformatoren. Hier wird die Kurzschlussspannung in Prozent der Primärbemessungsspannung angegeben. Dieser Wert soll in der Regel möglichst klein sein, da das mit geringem Kupferverlust sowie geringfügigem Spannungsabfall an der Sekundärseite auch bei hoher Last einhergeht. Dem entgegen steht (bei sekundärseitigem Kurzschluss) mit sinkender Kurzschlussspannung die Erhöhung des Kurzschlussstromes sowie des primärseitigen Spannungseinbruchs bei geringer Kurzschlussleistung im Netz, das die Primärseite speist.
Sonderfälle sind kurzschlussfeste Streufeldtransformatoren, dazu zählen zum Beispiel Schweißtransformatoren, Klingeltransformatoren und Vorschalttransformatoren für Leuchtröhren.
Parallelgeschaltete Transformatoren sollen möglichst gleiche Kurzschlussspannungen haben, sodass sich die von ihnen übertragenen Leistungen entsprechend ihrer Nennleistung aufteilen.
{\displaystyle u_{k}={\frac {U_{k}}{U_{n}}}\cdot 100\,\%}
mit
{\displaystyle u_{k}}: bezogene Kurzschlussspannung in %

{\displaystyle U_{k}}: gemessene Kurzschlussspannung in V

{\displaystyle U_{n}}: Primärnennspannung in V
DIN EN 60076-5 - Leistungstransformatoren Teil 5: Kurzschlussfestigkeit enthält Empfehlungswerte für die Höhe der Kurzschlussspannung in Abhängigkeit von der Bemessungsscheinleistung. 